# Stéphane Corcuff
Pour les articles homonymes, voir Corcuff.
Stéphane Corcuff, né à Brest le 7 mai 1971, est un universitaire français politiste internationaliste et sinologue (doctorat de Sciences Po Paris en 2000), spécialisé sur le monde chinois contemporain sous l’angle des dynamiques identitaires et politiques, et, depuis plus récemment, sur la géopolitique historique du détroit de Taïwan du XVIIe au XXIe siècle. Il enseigne à Sciences Po Lyon dans le programme d’études chinoises mais également en géopolitique contemporaine, reprenant la tradition de géopolitique à l’IEP de Lyon initiée dans le passé par Michel Foucher.
Cet auteur français a semble-t-il choisi de privilégier de publier en langues anglaise et chinoise, au détriment du français, tout du moins pour ce qui est des ouvrages académiques. Il est notable cependant qu’il est l’un des très rares auteurs universitaire connus à écrire ses livres directement en langue chinoise. Son affiliation disciplinaire semble varier avec le temps, entre la science politique traditionnelle (dans laquelle il obtient son doctorat mais dans laquelle il n’a pas vraiment publié), l’anthropologie et l’histoire, explorant des croisements de thèmes et de méthodes donnant lieu à une anthropologie des identifications nationales (sa thèse, son premier ouvrage en chinois en 2004, de nombreux articles par la suite) et une géopolitique transhistorique du détroit de Taïwan (croisement sur lequel portent ses travaux plus récents, dont son dernier ouvrage en chinois en 2011).

## Biographie
Après avoir été recruté comme maître de conférences en science politique à Sciences-Po Lyon en 2005 sur le programme Chine, il fonde l’Association française d’études taïwanaises, puis obtient une délégation au CNRS de 2010 à 2012. En 2013, il part diriger l’Antenne de Taipei du Centre français d’études sur la Chine contemporaine, basé à l'Academia sinica (Taipei), une unité française de recherche à l'étranger sous l'égide du CNRS et du ministère (français) des Affaires étrangères et du Développement international. De retour en France, il reprend ses enseignements sur les sociétés sinophones à l'IEP de Lyon (Histoire, société, économie, institutions et vie politique), dans le cadre notamment du Diplôme d'établissement sur le Monde extrême oriental contemporain, dont il prend la direction. En 2017, il reçoit le 22e prix de la Fondation Culturelle Franco-Taiwanaise, pour l'ensemble de ses travaux sur le monde chinois et sur Taiwan, remis à l'Institut de France, Académie des Sciences morales et politiques. Le prix donne l'occasion à la réalisatrice taiwanaise Lin I-chu de réaliser un documentaire sur son parcours d'étudiant, d'enseignant et de chercheur.

## Formation et parcours
- Récipiendaire du 22e prix de la Fondation Culturelle Franco-Taiwanaise (2018), pour l'ensemble de ses travaux sur Taiwan
- Chercheur au CEFC et directeur de son antenne à Taipei (2013-2017)
- Récipiendaire du premier Prix spécial Université de Lyon, créé en 2012, pour ses travaux sur les identités à Taïwan
- Chercheur en délégation au CNRS basé à l’antenne de Taipei du Centre français d’études sur la Chine contemporaine (CEFC), Academia sinica, Taïwan (2010-2012)
- Maître de conférences à l’IEP de Lyon en « politique du monde chinois contemporain » et chercheur à l’Institut d’Asie orientale, UMR 5062 (2005-2010, puis 2017-2018)
- Chercheur invité au Fairbank Center for Chinese Studies (en), faculté des lettres et sciences, université Harvard (2004-2005).
- Doctorat de l’Institut d'études politiques de Paris en science politique (2000)[3]
- DEA de relations internationales de l’Institut d’études politiques de Paris (1993)

## Travaux notables
Ouvrages
- 2004 風和日暖 － 臺灣外省人與國家認同的轉變 (Vent doux, soleil léger. Les Continentaux de Taiwan et la transition de l'identité nationale), Taipei 允晨文化
- 2011 中華鄰國 － 臺灣閾境性 (Un pays voisin de la Chine. La liminalité de Taiwan), Taipei 允晨文化

Articles et chapitres d’ouvrages
- 1997 « Que reste-t-il de Chiang Kai-shek ? Ritualisation d'une commémoration politique à Taiwan (1988-1997) » in Études chinoises, vol. XVI (2)
- 2001 « L'introspection han à Formose. L'affaire des manuels "Connaître Taiwan", 1994-1997 » in Études chinoises, vol. XX (1-2)
- 2004 « Les partisans de l'unification face à la taiwanisation. Psychologie de crise et sentiment d'urgence chez les Bleus dans la campagne présidentielle de 2004 » in Perspectives chinoises, no 82
- 2011 « Liminality and Taiwan Tropism in a Post-colonial Context. Schemes of National identification Among Taiwan’s ‘Mainlanders’ on the Eve of Kuomintang’s Return to Power », In Tak-wing Ngo and Wang Hong-zen, dir., The politics of difference in Taiwan, London, Routledge and Curzon
- 2011 « Taiwan’s Mainlanders Under Chen Shui-bian. A shift from the Political to the Cultural? » In Schubert, Gunter, and Damm, Jens, dir., Taiwanese Identity in the 21st Century: domestic, regional and global perspectives, London, Routledge and Curzon
- 2012  « The liminality of Taiwan. A Case Study in Geopolitics ». Taiwan in Comparative Perspective, Londres, LSE, Vol. 4
- 2012 « Ma Ying-jeou’s China leaning Policy and the 1683 Fall of the Zheng in Taiwan: A Cross-Centuries Geopolitical Comparison » In Chow, Peter, dir., National Identity and Economic Interest: Taiwan’s Competing Choices and their Implications for Regional Stability, New York, Palgrave Macmillan
- 2014 « Les frontières de l’insularité taiwanaise. Étude géopolitique d’un cas de non-coïncidence entre frontières légales et frontières réelles ». In Bacot, Paul et Geslin, Albane. Insularité et sécurité. La sécurité des îles en question, Bruxelles, Bruylant

## Travail littéraire
- Une tablette aux ancêtres, Paris, L'Asiathèque, 2015  (ISBN 978-2-36057-052-2)